# Copa de Naciones CAFA 2023
La Copa de Naciones CAFA 2023 fue la primera edición de la Copa de Naciones CAFA, el campeonato bienal internacional de fútbol masculino de Asia Central organizado por la Federación de Fútbol de Asia Central (CAFA). El evento se llevó a cabo en Kirguistán y Uzbekistán del 10 al 20 de junio.

## Sede
Inicialmente, se planeó que la edición inaugural del torneo masculino senior fuera organizada por Tashkent en octubre de 2018. Sin embargo, no se jugó.
En marzo de 2023, se anunció que la edición inaugural del torneo senior masculino comenzaría en junio de 2023 en Tashkent y Bishkek para las seis asociaciones miembro, junto con la incorporación de dos equipos invitados: Rusia y un equipo asiático no confirmado. Sin embargo, el inicio de la edición inaugural del torneo se volvió a poner en duda después de que se informara a principios de abril de 2023 que Irán, Uzbekistán, Rusia e Irak participarían en un torneo de cuatro naciones en junio de 2023.
El 15 de abril, se informó que Rusia estaba dispuesta a evitar el Campeonato CAFA inaugural, mientras que los organizadores insistieron en que todavía estaban en conversaciones con ellos sobre su participación. El 18 de abril, se informó que Irán participaría en el Campeonato CAFA inaugural junto con las asociaciones miembro de Tayikistán, Uzbekistán, Kirguistán, Turkmenistán y Afganistán, así como los invitados Rusia y otro país asiático, siendo el torneo organizado en Tashkent y Bishkek en junio. El 19 de abril, se informó que Rusia se había retirado del torneo. El 24 de abril, se informó que Omán era un equipo invitado después de que Tailandia rechazó una invitación.

## Sedes
| Kirguistán                | Kirguistán        | Kirguistán | Kirguistán |
| ------------------------- | ----------------- | ---------- | ---------- |
| Bishkek                   | Bishkek           | Bishkek    | Bishkek    |
| Dolen Omurzakov Stadium   |                   |            | Bishkek    |
| Capacidad: 23,000         |                   |            | Bishkek    |
|                           |                   |            | Bishkek    |
| Uzbekistán                |                   |            |            |
| Tashkent                  | Tashkent          | Tashkent   | Tashkent   |
| Pakhtakor Central Stadium | Milliy Stadium    |            | Tashkent   |
| Capacidad: 35,000         | Capacidad: 34,000 |            | Tashkent   |
|                           |                   |            | Tashkent   |

## Participantes
| Equipos participantes | Equipos participantes | Equipos participantes | Equipos participantes |
| --------------------- | --------------------- | --------------------- | --------------------- |
| Afganistán            | Irán                  | Kirguistán            | Omán                  |
| Tayikistán            | Turkmenistán          | Uzbekistán            |                       |

## Primera fase

### Grupo A
| Pos. | Equipo       | Pts. | PJ | G | E | P | GF | GC | Dif. | Clasificación 2023 |
| ---- | ------------ | ---- | -- | - | - | - | -- | -- | ---- | ------------------ |
| 1    | Uzbekistán   | 9    | 3  | 3 | 0 | 0 | 10 | 1  | +9   | Final.             |
| 2    | Omán         | 4    | 3  | 1 | 1 | 1 | 3  | 4  | −1   | Tercer lugar.      |
| 3    | Tayikistán   | 2    | 3  | 0 | 2 | 1 | 3  | 7  | −4   |                    |
| 4    | Turkmenistán | 1    | 3  | 0 | 1 | 2 | 1  | 5  | −4   |                    |

Actualizado a los partidos jugados el 17 de junio de 2023.
 Fuente: Soccerway
| 11 de junio de 2023 | Tayikistán      | 1–1     | Turkmenistán | Pakhtakor Central Stadium, Tashkent                   |                                                       |
|                     | Khamrokulov 86' | Reporte | Annaýew 57'  | Asistencia: 97 espectadores Árbitro(s): Hassan Akrami | Asistencia: 97 espectadores Árbitro(s): Hassan Akrami |

| 11 de junio de 2023 | Uzbekistán                          | 3–0     | Omán | Milliy Stadium, Tashkent                                      |                                                               |
|                     | - Masharipov 7', 24' - Alijonov 89' | Reporte |      | Asistencia: 12,912 espectadores Árbitro(s): Dayirbek Abdilaev | Asistencia: 12,912 espectadores Árbitro(s): Dayirbek Abdilaev |

| 14 de junio de 2023 | Omán                  | 1–1     | Tayikistán   | Pakhtakor Central Stadium, Tashkent                      |                                                          |
|                     | Al-Yahyaei 14' (pen.) | Reporte | Khanonov 45' | Asistencia: 110 espectadores Árbitro(s): Kirill Levnikov | Asistencia: 110 espectadores Árbitro(s): Kirill Levnikov |

| 14 de junio de 2023 | Uzbekistán          | 2–0     | Turkmenistán | Milliy Stadium, Tashkent                                          |                                                                   |
|                     | Shomurodov 51', 85' | Reporte |              | Asistencia: 14,410 espectadores Árbitro(s): Nurzatbek Abdikadirov | Asistencia: 14,410 espectadores Árbitro(s): Nurzatbek Abdikadirov |

| 17 de junio de 2023 | Turkmenistán | 0–2     | Omán                                 | Pakhtakor Central Stadium, Tashkent                        |                                                            |
|                     |              | Reporte | - A. Al-Mushaifri 42' - Al-Sabhi 76' | Asistencia: 126 espectadores Árbitro(s): Dayirbek Abdilaev | Asistencia: 126 espectadores Árbitro(s): Dayirbek Abdilaev |

| 17 de junio de 2023 | Uzbekistán                                                                                     | 5–1     | Tayikistán    | Milliy Stadium, Tashkent                                 |                                                          |
|                     | - Yakhshiboev 53' - Shomurodov 56' (pen.) - Fayzullaev 72' - Erkinov 83' - Urunov 90+6' (pen.) | Reporte | Umarbayev 14' | Asistencia: 9,099 espectadores Árbitro(s): Hassan Akrami | Asistencia: 9,099 espectadores Árbitro(s): Hassan Akrami |

### Grupo B
| Pos. | Equipo     | Pts. | PJ | G | E | P | GF | GC | Dif. | Clasificación 2023 |
| ---- | ---------- | ---- | -- | - | - | - | -- | -- | ---- | ------------------ |
| 1    | Irán       | 6    | 2  | 2 | 0 | 0 | 11 | 2  | +9   | Final.             |
| 2    | Kirguistán | 3    | 2  | 1 | 0 | 1 | 4  | 5  | −1   | Tercer lugar.      |
| 3    | Afganistán | 0    | 2  | 0 | 0 | 2 | 1  | 9  | −8   |                    |

Actualizado a los partidos jugados el 16 de junio de 2023.
 Fuente: Soccerway
| 10 de junio de 2023 | Kirguistán       | 3–0 (Acreditado) | Afganistán | Dolen Omurzakov Stadium, Bishkek                               |                                                                |
| | Batyrkanov 90+7' | Reporte          |            | Asistencia: 8,876 espectadores Árbitro(s): Charymurad Kurbanov | Asistencia: 8,876 espectadores Árbitro(s): Charymurad Kurbanov |
| El partido fue abandonado al minuto 97 cuando Kirguistán tenía ventaja de 1–0 cuando Afganistán abandonó el terreno de juego y se negó a continuar. El partido fue acreditado con una victoria por 3–0 para Kirguistán. |                  |                  |            |                                                                |                                                                |

| 13 de junio de 2023 | Irán                                                              | 6–1     | Afganistán | Dolen Omurzakov Stadium, Bishkek                          |                                                           |
|                     | - Azmoun 20' - Taremi 21', 28', 51' - Jahanbakhsh 45' - Asadi 67' | Reporte | Noor 57'   | Asistencia: 33 espectadores Árbitro(s): Sadullo Gulmurodi | Asistencia: 33 espectadores Árbitro(s): Sadullo Gulmurodi |

| 16 de junio de 2023 | Kirguistán   | 1–5     | Irán                                            | Dolen Omurzakov Stadium, Bishkek                             |                                                              |
|                     | Murzayev 52' | Reporte | - Taremi 34', 39' (pen.), 56' - Azmoun 66', 79' | Asistencia: 9,927 espectadores Árbitro(s): Akhrol Riskullaev | Asistencia: 9,927 espectadores Árbitro(s): Akhrol Riskullaev |

## Fase final

### Tercer lugar
| 20 de junio de 2023 | Kirguistán | 0–1     | Omán       | Pakhtakor Central Stadium, Tashkent                        |                                                            |
|                     |            | Reporte | Arshad 71' | Asistencia: 186 espectadores Árbitro(s): Akhrol Riskullaev | Asistencia: 186 espectadores Árbitro(s): Akhrol Riskullaev |

### Final
| 20 de junio de 2023 | Uzbekistán | 0-1     | Irán       | Milliy Stadium, Tashkent                                    |                                                             |
|                     |            | Reporte | Azmoun 48' | Asistencia: 34,000 espectadores Árbitro(s): Kirill Levnikov | Asistencia: 34,000 espectadores Árbitro(s): Kirill Levnikov |

## Goleadores
| Jugador                  | Selección    | Goles |
| ------------------------ | ------------ | ----- |
| Mehdi Taremi             | Irán         | 6     |
| Sardar Azmoun            | Irán         | 4     |
| Eldor Shomurodov         | Uzbekistán   | 3     |
| Jaloliddin Masharipov    | Uzbekistán   | 2     |
| Farshad Noor             | Afganistán   | 1     |
| Reza Asadi               | Irán         | 1     |
| Alireza Jahanbakhsh      | Irán         | 1     |
| Ernist Batyrkanov        | Kirguistán   | 1     |
| Mirlan Murzayev          | Kirguistán   | 1     |
| Arshad Al-Alawi          | Omán         | 1     |
| Abdulrahman Al-Mushaifri | Omán         | 1     |
| Issam Al-Sabhi           | Omán         | 1     |
| Salaah Al-Yahyaei        | Omán         | 1     |
| Nuriddin Khamrokulov     | Tayikistán   | 1     |
| Vakhdat Khanonov         | Tayikistán   | 1     |
| Parvizdzhon Umarbayev    | Tayikistán   | 1     |
| Myrat Annaýew            | Turkmenistán | 1     |
| Khojiakbar Alijonov      | Uzbekistán   | 1     |
| Khojimat Erkinov         | Uzbekistán   | 1     |
| Abbosbek Fayzullaev      | Uzbekistán   | 1     |
| Oston Urunov             | Uzbekistán   | 1     |
| Jasurbek Yakhshiboev     | Uzbekistán   | 1     |

## Premios

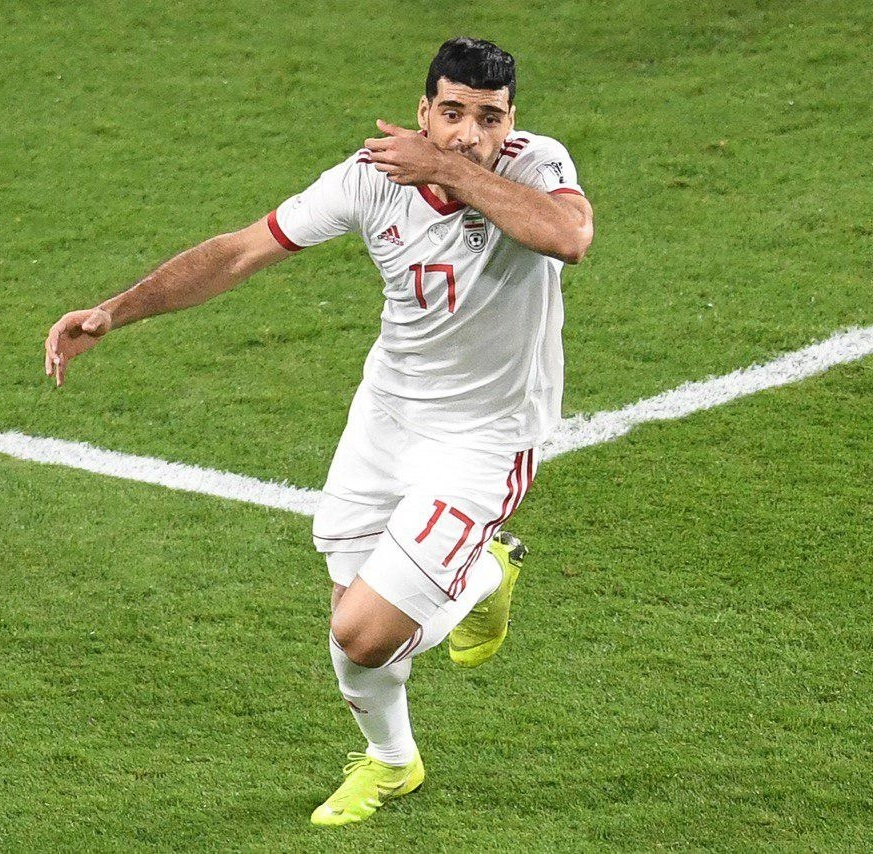
Mehdi Taremi fue el goleador y el mejor jugador del torneo.

Lista de premios al finalizar el torneo:
Mejor Jugador
- Mehdi Taremi

Goleador
- Mehdi Taremi

Mejor Guardameta
- Ibrahim Al-Mukhaini

Premio al Juego Limpio
- Uzbekistán

## Clasificación general
| Equipo | Equipo       | Pts | PJ | PG | PE | PP | GF | GC | Dif |
| ------ | ------------ | --- | -- | -- | -- | -- | -- | -- | --- |
| 1      | Irán         | 9   | 3  | 3  | 0  | 0  | 12 | 2  | +10 |
| 2      | Uzbekistán   | 9   | 4  | 3  | 0  | 1  | 10 | 2  | +8  |
| 3      | Omán         | 7   | 4  | 2  | 1  | 1  | 4  | 4  | 0   |
| 4      | Kirguistán   | 3   | 3  | 1  | 0  | 2  | 4  | 6  | -2  |
| 5      | Tayikistán   | 2   | 3  | 0  | 2  | 1  | 3  | 7  | -4  |
| 6      | Turkmenistán | 1   | 3  | 0  | 1  | 2  | 1  | 5  | -4  |
| 7      | Afganistán   | 0   | 2  | 0  | 0  | 2  | 1  | 9  | -8  |